# 維加斯黃金騎士

維加斯金骑士（英語：Vegas Golden Knights）是一支位于拉斯维加斯的国家冰球联盟队伍，隶属西部联盟太平洋分区。该队自2017–2018年NHL賽季開始参赛。本队由比尔弗利经营的黑骑士体育娱乐拥有，以位于内华达州天堂市的T-Mobile体育馆作为主场。
黃金騎士是數不多的立即取得成功的擴張球隊之一，黃金騎士在前四個賽季就奪下史丹利盃季後賽的資格，並在他們的首個賽季就進入了史丹利盃決賽。他們在進入2018年史丹利盃決賽的途中贏了13場季後賽，這是一支球隊在他們首次季後賽中勝場數最多的一次。